# Leopold Pamula
Pamula Leopold (Buczacz, 15 novembre 1898 – Nocton, 9 agosto 1940) è stato un aviatore e militare polacco.

## Biografia
Nacque il 15 novembre 1898 a Bučač, nell'attuale Ucraina, allora parte integrante dell'Impero austro-ungarico. Nel corso del 1916 conseguì il diploma di scuola superiore a Cracovia, e l'11 maggio dello stesso anno fu arruolato nell'imperiale e regio esercito austro-ungarico, assegnato al 13º Reggimento di fanteria di stanza a Novi Sad. A partire dal novembre di quell'anno frequentò per quattro mesi un corso ufficiali presso la scuola di Opava, al termine del quale ritornò al reggimento assumendo il comando di una compagnia. Nell'autunno del 1917 il reggimento prese servizio sul fronte russo, ma il 25 aprile 1918 il reggimento fu trasferito sul fronte italiano dove assunse il comando di un plotone mortai. Durante i combattimenti si ammalò di malaria, e il 5 settembre 1918 fu mandato a Budějovice per ricevere un ulteriore trattamento sanitario ed effettuare la necessaria convalescenza. Dopo la conquista dell'indipendenza dalla Polonia, il 1º aprile 1919 entrò volontario nel neocostituito Wojska Polskiego. Il 25 aprile fu inviato al reparto, ma a causa del protrarsi della malattia entrò ufficialmente in servizio il 6 luglio con il grado di sottotenente Dal 21 novembre divenne studente presso la Scuola Tecnica del Genio ferroviario dell'esercito a Cracovia, ed una volta terminata la scuola ricevette l'incarico di istruttore delle truppe ferroviarie a Zamość.
Dal 12 novembre 1920 combatte in prima linea, come comandante di compagnia, nei ranghi del X Battaglione ferroviario (X Baonu Kolejowego) durante la guerra sovietico-polacca. Il 28 luglio 1921 fu promosso tenente, e terminata il conflitto rimase nel servizio ferroviario ancora per due anni, entrando poi volontario nell'aeronautica militare.

### Tra le due guerre
Il 23 maggio 1923 si iscrisse alla Scuola basica di pilotaggio (Niższej Szkole Pilotów) di Bydgoszcz, ottenendo il brevetto di pilota presso la Wyższą Szkołę Pilotów di Grudziądz per essere poi assegnato al 2º Reggimento dell'aviazione (2 Pułku Lotniczego) di stanza a Cracovia. Nel periodo dal 15 gennaio alla metà del giugno 1925, per aumentare le sue qualifiche, frequentò il corso istruttori di volo a Bydgoszcz e quello per piloti da caccia a Grudziądz. Dopo un breve periodo di ferie, il 27 giugno entrò in servizio presso l'11° Pułku Myśliwskiego di Lida, dotato dei caccia Blériot-SPAD S.61C1. Al reggimento prestò servizio come istruttore per gli ufficiali provenienti dalla altre armi, e il 15 agosto 1926 assunse il comando della 113 Eskadry Myśliwskiej. Fino alla partenza dall'11° Pułku Myśliwskiego svolse temporaneamente anche le funzioni di ufficiale tattico ed organizzò, a partire dal 25 ottobre 1926, un corso di formazione per aspiranti comandanti di squadrone..
Nell'agosto 1928 l'11 Pułku Myśliwskiego fu sciolto e la 113 Eskadry trasferita al 2º Reggimento di Cracovia. Il 17 luglio 1929 fu mandato al 4 Pułku Lotniczego di Toruń, dove assunse il comando della 141 Eskadry, per passare quindi, il 9 novembre successivo, al comando del III/4 Dyonu Myśliwskiego. Rimase a Toruń per più di 9 anni volando sui caccia Blériot-SPAD S.61C1, PWS-10, PZL P.7 e PZL P.11, brevettandosi comandante di squadrone presso il Centro Addestramento Ufficiali dell'Aviazione (Centrum Wyszkolenia Oficerów Lotnictwa) di Dęblin. Nel 1937 superò l'esame di ammissione alla Scuola di Aviazione (Wyższej Szkoły Lotniczej), ma poco prima dell'inizio dei corsi, il 15 ottobre, fu trasferito a Varsavia dove assunse il comando (incarico mantenuto solo per tre giorni) del Zgrupowania Myśliwskiego 1 pułku lotniczego.
Quasi esattamente un anno dopo, terminato il corso, ritornò nella capitale come comandante del Zgrupowania Myśliwskiego, venendo promosso tenente colonnello il 19 marzo 1939. Nel mese di aprile dello stesso anno, in seguito alla riorganizzazione del Zgrupowania Myśliwskiego, trasformato in Brygadę Pościgową (Brigata caccia), fu nominato vicecomandante della stessa agli ordini del colonnello Stefan Pawlikowski.

### La seconda guerra mondiale

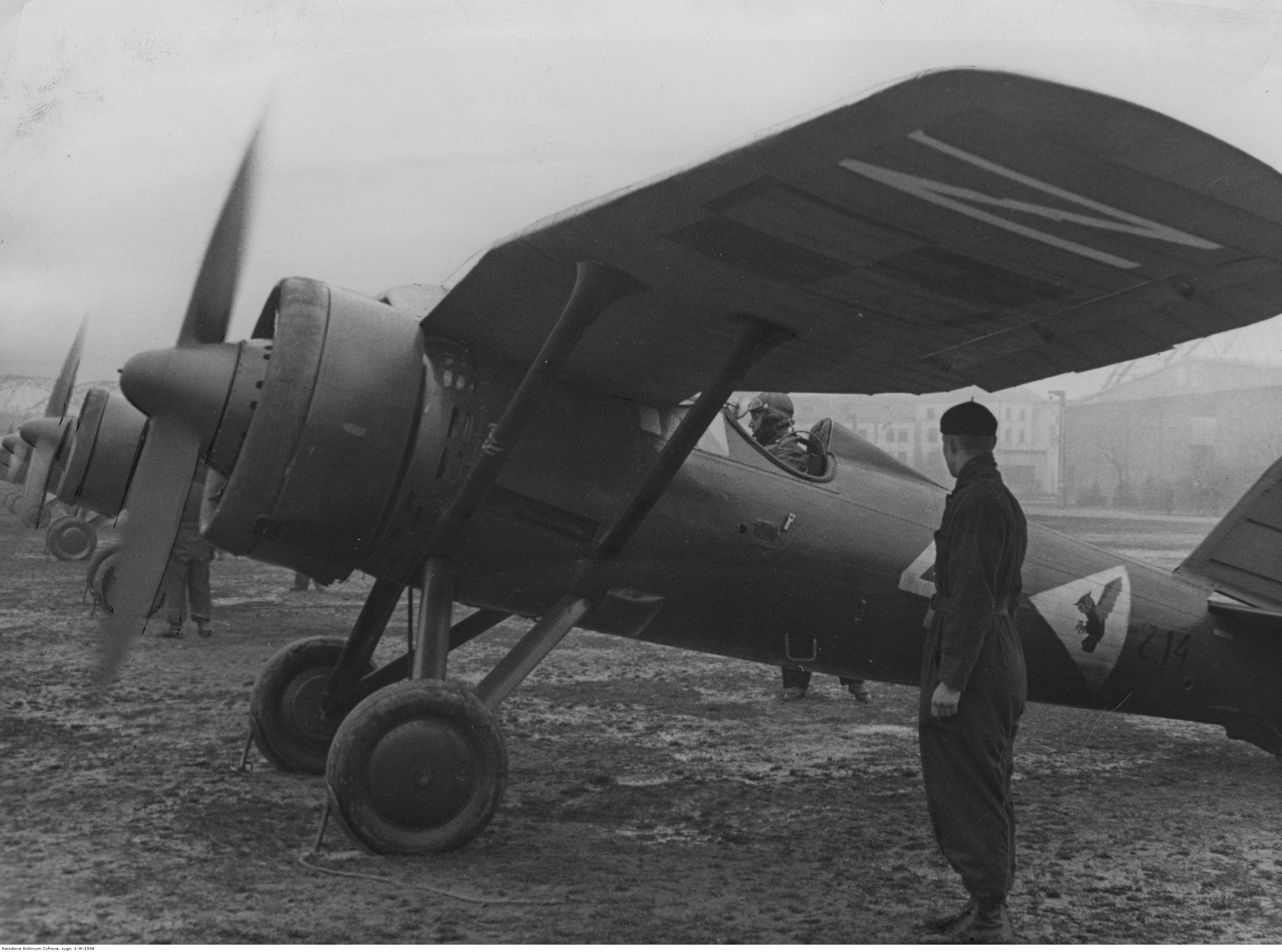
Alcuni caccia PZL P.11c dell'aviazione polacca.

Il 1º settembre 1939 scoppiò la seconda guerra mondiale, e il compito assegnato alla Brygadę Pościgową era quello di difendere Varsavia dalle incursioni tedesche. Il primo giorno di guerra lo sorprese sull'aeroporto di Zielonka, vicino a Varsavia, ed immediatamente, con un velivolo da collegamento RWD-8, si trasferì in volo sull'aeroporto di Poniatowa, sede del IV/1 Dyonu Myśliwskiego. Una volta arrivato vide un caccia PZL P.11 che si apprestava al decollo. Si avvicinò al velivolo ed ordinò al sergente Witold Lipiński di scendere dal suo aereo, prendendone il posto e decollando per intercettare gli incursori tedeschi.
Inizialmente ingaggiò un combattimento contro un bombardiere Heinkel He 111, impegnandosi poi contro tre caccia Messerschmitt Bf 109 accorsi ad aiutare il bombardiere. Durante il seguente combattimento abbatté un caccia, ma il suo velivolo fu gravemente colpito e si incendiò, ed egli, anche se gravemente ustionato, dovette lanciarsi con il paracadute atterrando senza ulteriori danni.
Portato in un ospedale di Varsavia incontrò altri piloti della Brygady Pościgowej abbattuti quel giorno (Szyszka, Sidorowicz, Krasnodębski) e il tenente colonnello Jerzy Bajan ferito il 2 settembre dopo il bombardamento di Dęblin. Dopo un paio di giorni venne dimesso dall'ospedale, e con la propria auto incominciò a muoversi verso sud-est. Durante il tragitto si recò negli ospedali di Lublino e Luc'k per ricevere le cure mediche, sotto forma del cambio delle medicazioni e dei bendaggi. Il 19 settembre, per volere del generale Ujejski, attraversò il confine rumeno a Kuty. Evacuato in Italia si trasferì in Francia, arrivando alla stazione ferroviaria di Le Bourget, nelle vicinanze di Parigi, il 26 novembre 1939, recandosi immediatamente presso il centro di Addestramento polacco di Lyon-Bron, dove venne sottoposto ad una visita da parte di una commissione medica che lo giudicò idoneo al servizio militare categoria "A". Nominato comandante del III Dywizjonu Myśliwskiego della Polskie Siły Powietrzne we Francji, la sua unità era ancora in addestramento a Lione quando avvenne la capitolazione della Francia. All'inizio del giugno 1940 venne assegnato, al fine di acquisire esperienza nel comando, al personale del Groupe de Chasse I/2 francese ed assieme a lui giunsero anche il Lt. Józef Brzeziński, il sottotenente Stanisław Chałupa e il sergente Antoni Beda.
Dopo la capitolazione francese organizzò l'evacuazione dei piloti polacchi verso la Gran Bretagna salpando il 19 giugno 1940 da Bordeaux a bordo del piroscafo Kmicic per raggiungere dopo pochi giorni Plymouth, in Inghilterra. Appena giunto a Plymouth diede ordini per istradare tutti i piloti polacchi arrivati verso il centro di addestramento di St. Jean de Luz, destinato loro come punto di raccolta. Mentre egli andò a Blackpool, località turistica sul Mar d'Irlanda, dove nell'estate 1940 fu istituito un centro di addestramento destinato ai piloti polacchi diretto al colonnello Pawlikowski.
A quell'epoca egli aveva oramai superato i 40 anni d'età, e per i regolamenti della Royal Air Force non poteva volare nemmeno come pilota di bombardieri. Secondo le memorie di Stanisław Karpiński, che più tardi divenne vice comandante delle Forze aeree polacche (Polskich Sił Powietrznych), egli non esitò ad assumere il comando di una delle squadriglie da caccia appena costituite. Purtroppo dopo un trattamento di odontoiatria generale contrasse una grave infezione del sangue, la setticemia, e nell'estremo tentativo di salvargli la vita fu ricoverato presso l'ospedale della RAF di Nocton Hall, dove morì il 9 agosto 1940, all'età di 41 anni. Il suo corpo fu sepolto nel Layton Cemetery di Blackpool.

## Onorificenze
(Elenco parziale)